# Maciej Józef Łubieński
Maciej Józef Łubieński herbu Pomian (ur. ok. 1715, zm. 30 lipca 1770 w Gnieźnie) – archidiakon krakowskiej kapituły katedralnej w latach 1742–1765, kanonik krakowskiej kapituły katedralnej kanonii Chmielowska do 1748 roku, prepozyt kapituły kolegiackiej św. Michała na Zamku Wawelskim w latach 1749–1752, dziekan gnieźnieński i warmiński, doktor obojga praw,  tłumacz i dyplomata, ambasador Rzeczypospolitej w Państwie Kościelnym w 1762 roku.
Był synem Bogusława i Teresy Bielińskiej, wnukiem marszałka wielkiego koronnego Kazimierza Ludwika Bielińskiego, bratankiem biskupa krakowskiego Kazimierza Łubieńskiego
Studiował w Krakowie. W latach 1735–1737 kształcił się w kolegium jezuickim w Rzymie, a następnie kontynuował nauki w warszawskim Seminarium Świętego Krzyża. Okres edukacji uwieńczył uzyskaniem stopnia doktora obojga praw na Akademii Krakowskiej. Na początku 1737 z rąk biskupa chełmińskiego Adama Stanisława Grabowskiego otrzymał święcenia kapłańskie oraz 2 maja 1737 objął po nim kanonię katedralną gnieźnieńską fundi Leśniewo. Pełnił szereg ważnych funkcji kościelnych i świeckich, był kaznodzieją sejmowym i posłem królewskim. Był też proboszczem na Kazimierzu w Krakowie. W dniu 4 maja 1746 r. został proboszczem w Rzeszowie. Urząd ten piastował przez dwa lata. Zrezygnował zeń 29 kwietnia 1748, na rzecz stanowiska archidiakona w Krakowie, którym został 9 listopada 1748. Wydał kazania i mowy na kanonizację bł. Jana Kantego oraz przetłumaczył na język polski kilka dzieł, m.in. J. Facciolattiego Młody kawaler w umiejętnościach sprawowania Rzeczypospolitej i w ustawach przyjacielstwa ćwiczony, (Kraków 1752); św. Augustyna Rozmowy duszy z Bogiem, (Bydgoszcz 1761). W 1761 Maciej Łubieński został kanonikiem i dziekanem kapituły warmińskiej. Na początku bezkrólewia po śmierci Augusta III prymas mianował go w listopadzie 1763 posłem do Rzymu, Neapolu i Wenecji. Będąc w maju 1764 w Rzymie, uzyskał od papieża odpusty dla katedry we Fromborku. Zakończył swą misję opuszczając w lipcu 1764 Wenecję. Jako dziekan kapituły gnieźnieńskiej zajmował się odbudową spalonej w 1760 katedry i z własnych funduszów odnowił ołtarz św. Wojciecha i konfesję nad jego grobem. W 1768 zrzekł się kanonii i dziekanii warmińskiej w zamian za probostwo Świętego Michała w Krakowie. Pozostawał w przyjaznych stosunkach ze swą siostrą, wpływową na wiedeńskim dworze Heleną hrabiną de Salmour, której w r. 1766 odstąpił swój spadek po wuju Franciszku Bielińskim zaś 1768 swoje dziedziczne dobra mnichowskie gdzie był fundatorem nowego kościoła w Mnichowie pod wezwaniem Świętego Szczepana, budowanego w latach 1765–1770. Zmarł w Gnieźnie pochowany został w tamtejszej katedrze w kaplicy Łubieńskich.